# 빌라세카

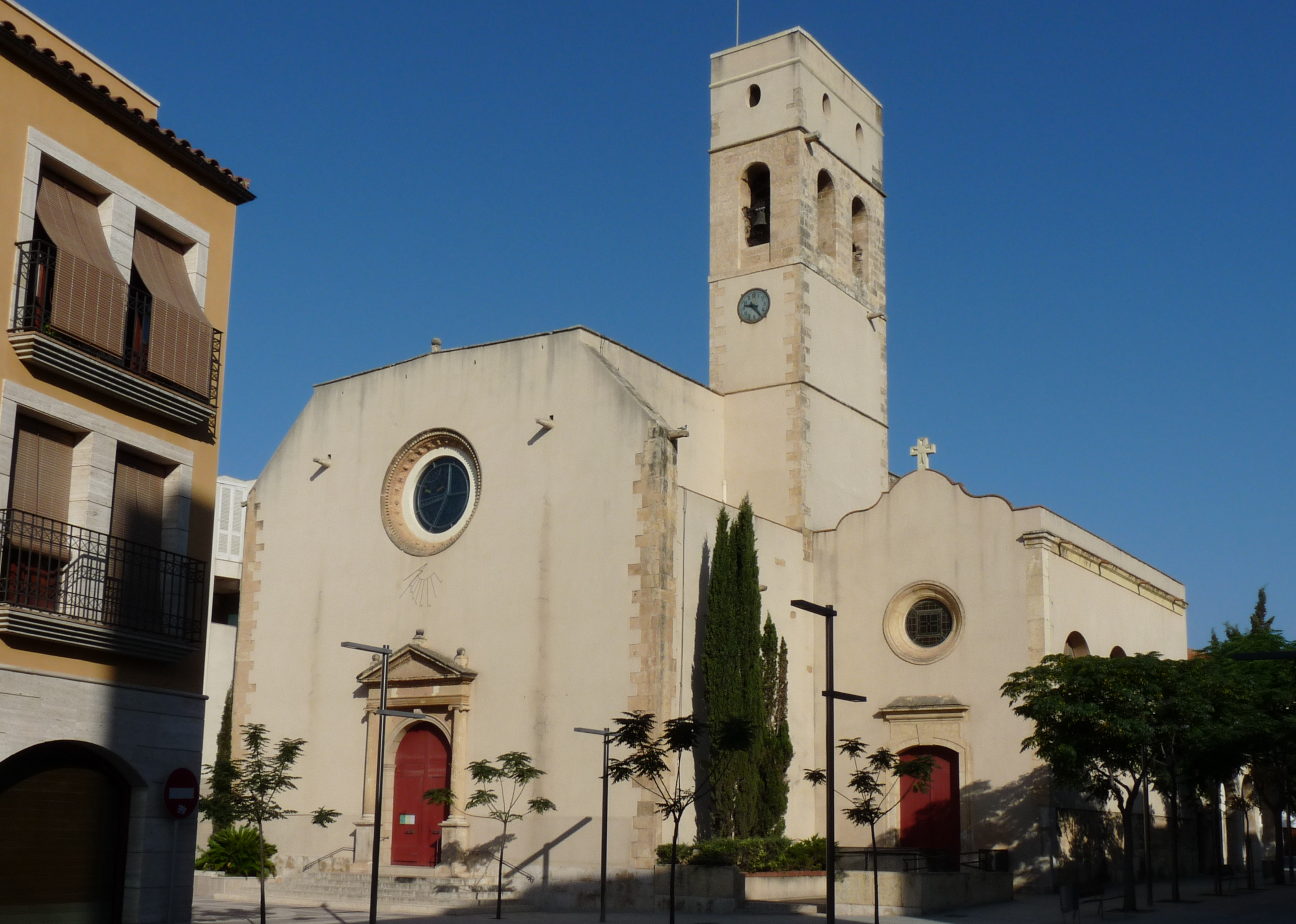

빌라세카(카탈루냐어: Vila-seca, 스페인어: Vilaseca)는 스페인 카탈루냐 지방 타라고나주의 도시이다.